# 山口県道135号北中山岩国線
山口県道135号北中山岩国線（やまぐちけんどう135ごう きたなかやまいわくにせん）は、山口県岩国市から玖珂郡和木町を経由して、岩国市に至る一般県道である。

## 概要
岩国市美和町北中山から玖珂郡和木町を経由して、岩国市装束町5丁目に至る。

### 路線データ
- 起点：岩国市美和町北中山（山口県道・広島県道2号岩国佐伯線交点）
- 終点：岩国市装束町5丁目（装束5丁目交差点、国道2号上）
- 通行不能区間：岩国市美和町北中山 - 岩国市美和町釜ヶ原、岩国市美和町百合谷 - 岩国市小瀬

## 路線状況
路線名称からすれば岩国市美和町北中山と岩国市中心部を結ぶ路線であるが、起点（岩国市美和町北中山）からいきなり岩国市中心部とは正反対の北東方向に進路を取るなど不可解な経路をとっている。その上2箇所も通行不能区間があり、実質的に機能している路線とは言い難い。狭隘箇所が多く、大型車の通行が困難なところがある。2005年（平成17年）11月18日に山口県道・広島県道1号岩国大竹線関々（せきせき）バイパスが開通したが、接続点（玖珂郡和木町関ヶ浜）からどちらに行くとしても狭隘箇所があり、バイパス開通効果を結果的にそいでいる。
2箇所目の通行不能区間のうち、岩国市美和町百合谷 - 岩国市小瀬・弥栄ダム堰堤付近までは県道未認定ながら車の通れる道がある。
なお、山口県道・広島県道1号岩国大竹線関々バイパスとの接続点から国道2号方面においては、道路改良（幅員拡張等）工事が進行中であり、接続点 - 玖珂郡和木町関ヶ浜2丁目間にあった狭隘部においては、2008年（平成20年）4月25日より和木トンネルが供用されている。

### 重複区間
- 山口県道111号岩国美和線（岩国市美和町渋前（しぶくま） - 岩国市美和町大根川（おおねがわ））
- 広島県道・山口県道116号大竹美和線（岩国市美和町中垣内 - 岩国市美和町百合谷）
- 山口県道・広島県道1号岩国大竹線（岩国市小瀬 - 玖珂郡和木町大字関ヶ浜）
- 国道2号（玖珂郡和木町和木5丁目・あけぼの橋交差点 - 岩国市装束町5丁目・装束5丁目交差点（終点））

### 道路施設

#### 橋梁
- 百合谷橋（岩国市、広島県道・山口県道116号大竹美和線重複区間内）
- あけぼの橋（山陽本線、玖珂郡和木町）

#### トンネル
- 美和トンネル：延長418 m、1984年（昭和59年）竣工、岩国市、山口県道111号岩国美和線重複区間内
- 和木トンネル：延長242 m、車道幅7 m（上下各1車線）、歩道幅2.5 m（山側のみに設置）、2008年（平成20年）竣工、玖珂郡和木町

## 地理

### 通過する自治体
- 岩国市
- 玖珂郡和木町
- 岩国市

### 交差する道路
| 交差する道路                                   | 市町村名 | 市町村名 | 交差する場所               | 交差する場所           |
| ---------------------------------------------- | -------- | -------- | -------------------------- | ---------------------- |
| 山口県道・広島県道2号岩国佐伯線                | 岩国市   | 岩国市   | 美和町北中山               | 起点                   |
| 通行不能区間                                   |          |          |                            |                        |
| 山口県道59号岩国錦線                           | 岩国市   | 岩国市   | 美和町渋前（しぶくま）     |                        |
| 山口県道111号岩国美和線 重複区間起点           | 岩国市   | 岩国市   | 美和町渋前                 |                        |
| 広島県道・山口県道116号大竹美和線              | 岩国市   | 岩国市   | 美和町佐坂（さざか）       |                        |
| 山口県道111号岩国美和線 重複区間終点           | 岩国市   | 岩国市   | 美和町大根川（おおねがわ） |                        |
| 広島県道・山口県道116号大竹美和線 重複区間起点 | 岩国市   | 岩国市   | 美和町中垣内               |                        |
| 広島県道・山口県道116号大竹美和線 重複区間終点 | 岩国市   | 岩国市   | 美和町百合谷               |                        |
| 通行不能区間                                   |          |          |                            |                        |
| 山口県道・広島県道117号乙瀬小方線              | 岩国市   | 岩国市   | 小瀬                       |                        |
| 山口県道・広島県道1号岩国大竹線 重複区間起点   | 岩国市   | 岩国市   | 小瀬                       |                        |
| 山口県道・広島県道1号岩国大竹線 重複区間終点   | 玖珂郡   | 和木町   | 大字関ヶ浜                 |                        |
| 広島県道・山口県道122号大竹和木線              | 玖珂郡   | 和木町   | 和木4丁目                  |                        |
| 国道2号 重複区間起点                           | 玖珂郡   | 和木町   | 和木5丁目                  | あけぼの橋交差点       |
| 国道2号 重複区間終点                           | 岩国市   | 岩国市   | 装束町5丁目                | 装束5丁目交差点 / 終点 |

### 交差する鉄道
- 山陽新幹線
- 山陽本線

### 沿線
- 弥栄ダム
- 弥栄湖
- 岩国市役所 小瀬出張所
- 小瀬川（木野川）
- 岩国市立小瀬小学校
- 蜂ヶ峯総合公園
- 和木町立和木小学校
- 和木町立和木中学校
- 和木町役場
- JR西日本山陽本線 和木駅
- 三井石油化学工場
- 三井化学工場
- 新日本石油精製給油所
- 和木ゴルフ倶楽部
- 川下・麻里布シラサギ飛来地